# Leonard Bredol
Leonard Bredol (* 1. August 2000) ist ein deutscher Fußballspieler. Der Mittelfeldspieler steht seit 2021 bei Blau-Weiß Lohne in der Regionalliga Nord unter Vertrag.

## Karriere

### Karrierebeginn beim SV Meppen
Bredol spielte bereits in der F-Jugend für den SV Meppen. Bei diesem durchlief er in weiterer Folge sämtliche Nachwuchsspielklassen und gehörte ab dem Jahre 2014 dem Jugendleistungszentrum Emsland (JLZ Emsland) an. In der Saison 2015/16 wurde er mit der B-Jugend des JLZ Emsland Niedersachsenmeister (B-Junioren-Niedersachsenliga) und stieg in die B-Junioren-Regionalliga-Nord aufstieg. In dieser vertrat er den SV Meppen abermals, trat jedoch wesentlich offensiver an, als noch in der Spielzeit davor.
Als Stammspieler und zeitweiliger Mannschaftskapitän wurde er von Michael Wester in der Saison 2016/17 in allen 26 Ligaspielen eingesetzt und kam dabei zehn Mal zum Torerfolg. Im Endklassement reichte es für den SV Meppen lediglich für den zehnten Tabellenplatz. Unter Alfons Weusthof schaffte Bredol zu Beginn der Spielzeit 2017/18 den Sprung in die A-Jugend und kam bereits bei seinem Debüt im Erstrundenspiel gegen die U-19 des TuS Komet Arsten (7:1-Heimsieg) zum Torerfolg. Auch nach der Ablöse Weusthofs durch Michael Wester in der Winterpause blieb Bredol Stammkraft in der Offensive der Meppener und kam bis zum Saisonende auf eine Bilanz von 22 Ligaeinsätzen, sowie vier -toren. Im Endklassement der A-Junioren-Regionalliga-Nord, in die die Mannschaft erst in der vorangegangenen Saison aufgestiegen war, kam der Neuaufsteiger auf den dritten Tabellenplatz.

### Erster Profivertrag bei den Emsländern
In der Sommerpause vor der Spielzeit 2018/19 erhielt Bredol seinen ersten Profivertrag, wobei der zu diesem Zeitpunkt noch 17-jährige Gymnasiast einen Zweijahresvertrag unterzeichnete. In weiterer Folge gehörte er jedoch weiterhin vorrangig der A-Jugend des Klubs an, für die er es in der gesamten Saison 2018/19 auf 19 Meisterschaftseinsätze und elf -treffer brachte und die im Endklassement auf dem sechsten Platz in der Tabelle rangierte. Des Weiteren wurde er von Wester im A-Junioren-Niedersachsenpokal eingesetzt, bei dem das Team jedoch nicht über die zweite Runde hinaus kam. Noch im Herbst 2018 kam Bredol zu Einsätzen in der Bezirksliga Weser-Ems für die zweite Mannschaft der Meppener. Im letzten Meisterschaftsspiel der 3. Liga 2018/19 saß Bredol am 18. Mai 2019 gegen den 1. FC Kaiserslautern erstmals in einem Pflichtspiel auf der Ersatzbank der Profimannschaft, fand jedoch bei der 2:4-Auswärtsniederlage keine Berücksichtigung. In der nachfolgenden Sommerpause machte der 18-Jährige, unter anderem gemeinsam mit seinem Teamkollegen Ted Tattermusch, sein Abitur am Meppener Gymnasium Marianum.
Ab der Saison 2019/20 trainierte Bredol regelmäßig mit der Profimannschaft, die er bereits in der Winterpause 2018/19 ins Trainingslager nach Belek begleitet hatte, mit. Im Verlauf der Drittligasaison 2019/20 saß er in unregelmäßigen Abständen auf der Ersatzbank der Profis, von der er am 21. Oktober 2019 bei einem 1:1-Remis gegen den FC Viktoria Köln erstmals von Christian Neidhart eingesetzt wurde. In der 83. Spielminute kam der Linksfuß für Marius Kleinsorge auf das Spielfeld. Bis zur Winterpause kam er in zwei weiteren Drittligaspielen zum Einsatz, wovon er in seinem letzten am 21. Dezember 2019 erstmals von Beginn an als Linksverteidiger auf dem Rasen war. 
Im Sommer 2021 wechselte Bredol zu Blau-Weiß Lohne.